# Pasquali (cognome)
Pasquali è un cognome di lingua italiana.

## Varianti
De Pasquali, Di Pasquali, Pasquale, De Pasquale, Di Pasquale, Dipasquale, Pasqual, De Pasqual, Pasqualis, De Pasqualis, Pascale, Pascal, De Pascal, Pascali, De Pascali, Pascalis, De Pascalis.

### Alterati e derivati
Pasqualini, Pasqualino, Pasqualin, De Pasqualin, Pasqualon, Pasqualotto, Pasqualetti, Pasqualetto, Pasqualet, Pasqualigo, Pasqualacci, Pascalino, Pasquarelli, Pasquato, Pasquati, Pasqualato.

### Corrispondenti in altre lingue
Numerosi i corrispondenti in altre lingue. Nelle forme cognominali Pascal e Pascual è un cognome diffuso rispettivamente in Francia e Spagna, Pasqual è la variante tipicamente catalana, Pascoal, più raro dei precedenti, è la forma portoghese diffusa anche in Portogallo e Brasile, Paschalis è il corrispondente diffuso in Grecia, mentre Pasco e Pascoe sono le varianti corniche diffuse nei paesi di lingua inglese, in particolare nel Regno Unito e negli Stati Uniti d'America.

## Origine e diffusione
Il cognome Pasquali, comprese le sue numerose varianti e i suoi alterati, è un patronimico che deriva dal nome personale Pasquale, a sua volta generato dal nome latino di tarda età cristiana Paschalis, successivamente volgarizzato in Paschale, e poi diventato Pasqualis. Il nome di persona Pasquale (la forma antica è Pascale), diffuso storicamente in tutta Italia, deriva etimologicamente da Pascha, o Pasqua, dall'ebraico pesach-pésah-pesakh, aramaico pascha, con il significato di "relativo alla Pasqua". Come nome personale veniva tradizionalmente dato ai bambini nati il giorno di Pasqua, o nel periodo pasquale. A partire dall'XI secolo ha generato il cognome corrispondente, in senso patronimico.

### Diffusione
La forma base Pasquali è panitaliana, seppur maggiormente diffusa nel centro-nord Italia con punte massime in Emilia-Romagna, Lombardia, Lazio, Veneto, con ceppi significativi anche in Toscana, Marche e in Piemonte. Il cognome Pasquale, anch'esso panitaliano, è diffuso su tutto il territorio nazionale con i ceppi più grandi, autonomi e indipendenti, in Piemonte, Molise, Puglia, Veneto, Campania e Lombardia. Tra le altre varianti, troviamo il cognome De Pasquali molto raro, il cognome De Pasquale accentrato nell'Italia meridionale, il cognome Di Pasquale diffuso in tutta Italia seppur maggiormente accentrato nel centro-sud, con punte massime in Abruzzo, Sicilia e Lazio, il cognome Di Pasquali diffuso in Piemonte, Lombardia, Lazio e Sicilia, il cognome Dipasquale diffuso in Sicilia e Puglia, il cognome Pasqualis tipico del triestino, il cognome De Pasqualis, molto raro, diffuso nel Lazio e nelle Marche, il cognome Pasqual tipicamente veneto con ceppi anche in Lombardia e Piemonte, il cognome De Pasqual anch'esso tipicamente veneto dell'area bellunese, il cognome Pascale, panitaliano, più vicino alla forma antica Paschalis, seppur maggiormente diffuso in Campania con ceppi autoctoni anche in Piemonte, il cognome Pascal, tipico del Piemonte e della Val D'Aosta, il cognome De Pascal, raro e presente in Friuli, il cognome Pascali, accentrato in Puglia, così come il cognome De Pascali. Infine, il cognome Pascalis ha un piccolo ceppo in Sardegna, e il cognome De Pascalis con un grande ceppo in Puglia.
Tra gli alterati, sono tipicamente veneti i cognomi Pasqualin, De Pasqualin, Pasqualon, Pasqualotto, Pasqualetto, Pasquati, Pasquato, Pasqualato e Pasqualigo. Mentre il cognome Pasqualetti è tipicamente toscano, il cognome Pasqualucci è tipicamente laziale, il cognome Pasqualini è maggiormente diffuso nelle Marche, nel Veneto, nel Lazio, in Lombardia e in Emilia-Romagna.

### Toponimi
Numerosi toponimi richiamano il cognome Pasquali, in particolare nell'Italia del nord. In alcuni casi, il cognome può essere di origine toponomastica. O viceversa, il toponimo può derivare dal cognome.
- Ca' Pasquali, frazione di Cavallino-Treporti, comune italiano della provincia di Venezia.
- Pasquali, località di Crespadoro, provincia di Vicenza.
- Pasquali (o Santa Croce), frazione di Mendicino, provincia di Cosenza.
- Pasquali, località di Noriglio, frazione di Rovereto, provincia di Trento.
- Pasquali, località di Valeggio sul Mincio, provincia di Verona.
- Villa Pasquali, frazione di Sabbioneta, comune della provincia di Mantova.

## Persone
- Alberto Pasquali, attore teatrale e cinematografico italiano nel periodo del muto
- Andrea Pasquali, medico italiano, Archiatra della famiglia Medici
- Clelio Pasquali, pittore italiano
- Enrico Pasquali, fotografo italiano
- Ercole Pasquali, medico chirurgo italiano
- Ernesto Maria Pasquali, produttore cinematografico italiano
- Filippo Pasquali, pittore italiano
- Gaetano De Pasquali, scrittore e giornalista italiano
- Giacomo Pasquali, cardinale italiano, dell'ordine degli Umiliati, beato
- Giambattista Pasquali, editore veneziano del XVIII secolo
- Giorgio Pasquali, filologo italiano
- Ludovico Pasquali, umanista, poeta e scrittore dalmata
- Melissa Pasquali, nuotatrice italiana
- Pellegrino Pasquali, tipografo e stampatore italiano
- Pietro Pasquali, pedagogista italiano
- Renato Pasquali, allenatore di pallacanestro italiano
- Tiziano Pasquali, rugbista, nazionale italiano

### Variante Pasquale
- Alberto Pasquale da Udine, professore di metafisica a Padova, vescovo di Chioggia
- Arnaud Di Pasquale, tennista francese
- Carlo Pasquale, letterato e diplomatico franco-italiano del XVI secolo
- Ilario Enrico Pasquale, ex cestista canadese
- Gianluigi Pasquale, docente e saggista italiano
- Giovanni Pasquale, calciatore italiano, difensore dell'Udinese
- Giovanni Luigi Pasquale, editore, traduttore e religioso italiano di fede calvinista
- Giuseppe Pasquale, dirigente sportivo, produttore cinematografico ed editore italiano
- Giuseppe Antonio Pasquale, botanico e patriota italiano
- Lorenzo Pasquale (o Pasquato), editore e tipografo italiano attivo a Padova e Venezia
- Luigi Di Pasquale, calciatore italiano cresciuto nell'Udinese
- Nicoletta Pasquale, poetessa italiana del XVI secolo
- Pancrazio De Pasquale, politico italiano, esponente del Partito Comunista Italiano
- Salvatore Di Pasquale, architetto e un professore universitario
- Simone Di Pasquale, ballerino italiano
- Umberto Pasquale, sacerdote e letterato italiano

### Variante Pasqual
- Giacomo Pasqual, patriota e militare franco-piemontese
- Manuel Pasqual, calciatore italiano

### Variante Pasqualin
- Giulia Pasqualin, cestista italiana
- Valentino Pasqualin, politico italiano

### Variante Pasqualini
- Alessandro Pasqualini (1493-1559), architetto bolognese attivo in Olanda e Germania
- Alessandro Mattioli Pasqualini (1863-1943), Senatore del Regno d'Italia e Ministro della Real Casa
- Giovanni Battista Pasqualini, pittore italiano, attivo in Emilia-Romagna
- Lidia Pasqualini (1920 – 2012), personaggio televisivo italiano
- Luigi Pasqualini, direttore del laboratorio elettrico della Marina Militare di La Spezia, ideatore di un freno elettromagnetico
- Marc'Antonio Pasqualini (1614–1691), cantante castrato e compositore del XVII secolo
- Mauro Pasqualini (n. 1947), calciatore italiano

### Variante Pasqualino
- Giuseppina Pasqualino di Marineo, artista conosciuta con il nome d'arte di Pippa Bacca
- Luke Pasqualino, attore britannico, di origine italiana
- Rosario Pasqualino Vassallo, politico e avvocato italiano (1861-1950)
- Rosario Pasqualino Vassallo, politico e avvocato italiano (1884-1956)

### Variante Pasqualetti
- Olindo Pasqualetti, presbitero, poeta, latinista italiano
- Claudio Pasqualetti, art director

### Variante Pasqualetto
- Riccardo Pasqualetto, ex calciatore italiano

### Variante Pasqualotto
- Costantino Pasqualotto, pittore italiano della Repubblica di Venezia
- Giangiorgio Pasqualotto, filosofo italiano

### Variante Pascale
- Alfonso Pascale, sindacalista italiano
- Antonio Pascale, giornalista e scrittore italiano
- Carlo Pascale D'Illonza, pittore italiano
- Emilio Pascale, politico italiano, senatore del Regno d'Italia nella XVII legislatura
- Ernesto De Pascale, critico musicale
- Giancarlo Pascale Guidotti Magnani, funzionario e politico italiano
- Giovanni Pascale, medico e politico italiano
- Giulio Cesare Pascale, poeta e letterato italiano
- Oddone Pascale, pittore italiano, attivo nel XVI secolo in Piemonte e Liguria, padre di Lorenzo Pascale

### Variante Pascal
- Alberto Pascal, matematico italiano, figlio di Ernesto
- Arturo Pascal, studioso e letterato italiano
- Blaise Pascal, filosofo, matematico e fisico francese del XVII secolo
- Carlo Pascal, latinista italiano di origini francesi, fratello minore di Ernesto
- Carlo Pascal D'Illonza pittore italiano attivo in Piemonte
- Christel Pascal, sciatrice francese
- Christine Pascal, attrice, regista e scrittrice francese
- Ernesto Pascal, matematico italiano di origini francesi
- Étienne Pascal, magistrato e matematico, padre di Blaise
- Gisèle Pascal, attrice francese
- Mario Pascal, matematico italiano, figlio di Ernesto
- Teodoro Pascal, chimico e zoologo italiano di origini francesi

### Variante Pascali
- Bartolomeo Pascali, letterato e grammatico italiano, rettore delle scuole saluzzesi
- Giulio Cesare Pascali, poeta e traduttore di fede calvinista
- Luchino Pascali, professore di medicina e archiatra di Amedeo di Savoia-Acaia e di Ludovico di Savoia-Acaia
- Manuel Pascali, calciatore italiano, centrocampista del Kilmarnock
- Pino Pascali, artista italiano

### Variante Pascalis
- Jean Joseph Pierre Pascalis, avvocato francese
- Devor De Pascalis, sceneggiatore, regista e scrittore italiano
- Luchino Pascalis, medico piemontese, archiatra dei Duchi di Savoia
- Luigi De Pascalis, scrittore italiano

## Araldica
Una famiglia di cognome Pasquali di Firenze appartenne alla nobiltà fiorentina, e una omonima di Bologna a quella cittadina di Bologna. Una famiglia di cognome Pasquali di Siena appartenne alla nobiltà senese, una famiglia di cognome Pascalis di Torino appartenne alla nobiltà supalbina con il titolo di conti di Vallanzengo, una famiglia di cognome Pasqualigo appartenne alla nobiltà Repubblica di Venezia, ammessa al Maggior Consiglio dopo la Prima Crociata; una famiglia di cognome Pasquale di origine spagnola appartenne alla nobiltà di Palermo e di Messina, mentre una famiglia di cognome Pasqualino di origine veneziana appartenne alla nobiltà di Bari e a quella della Sicilia, una famiglia di cognome Pasquale (e Pascale o Pascali) di Cuneo appartenne alla nobiltà piemontese con i titoli di conti di Ilonza, baroni di Nucetto, una famiglia di cognome Pascale di Napoli originaria di Barcellona appartenne alla nobiltà del Regno delle Due Sicilie, una famiglia di cognome Pascal di Morgex in Val d'Aosta appartenne al patriziato subalpino con i titoli di signori di Fornet e consignori di Avise e Valgrisanche e dette vita a un ramo della famiglia di cognome Paschal o Pascal de la Ruine.